# Lerista macropisthopus
Lerista macropisthopus är en ödleart som beskrevs av  Werner 1903. Lerista macropisthopus ingår i släktet Lerista och familjen skinkar.

## Underarter
Arten delas in i följande underarter:
- L. m. macropisthopus
- L. m. remota
- L. m. fusciceps
- L. m. galea